# Атрина
Операция «Атрина» — военная операция, проведённая ВМФ СССР в 1987 году. Состояла в скрытном (в обход прежних маршрутов выхода) развертывании 33-й дивизии АПЛ Северного Флота в Атлантическом океане с целью вскрытия районов патрулирования ПЛАРБ США. Операцию отличал чрезвычайно высокий уровень секретности. При разработке плана был учтён опыт предыдущей подобной операции — «Апорт», произведённой в 1985 году.

## Цели операции
Операция «Атрина» была направлена в первую очередь на демонстрацию возможности скрытного выхода советских ракетных АПЛ к берегам США. Также операция имела важное значение как источник информации о тактике американских противолодочных сил, разворачиваемых для поиска силах и их действиях в подобной ситуации.

## Ход операции
В марте 1987 года в Атлантике была развернута завеса из пяти многоцелевых атомных подводных лодок проекта 671РТМ: К-299 (капитан 2 ранга М. И. Клюев), К-244 (капитан 2 ранга И. О. Аликов), К-298 (капитан 2 ранга Попков), К-255 (капитан 2 ранга Б. Ю. Муратов) и К-524 (капитан 2 ранга Смелков).
Лодки, избегая обнаружения многочисленными противолодочными силами, достигли Саргассова моря и ВМБ Гамильтон.
Операция успешно завершилась возвращением всех пяти субмарин на базу Западная Лица.

## Результаты операции
Операция продемонстрировала способность ВМФ СССР, в случае угрозы конфликта, развернуть у берегов США крупную группировку атомных подводных лодок — таким образом уравновешивая систему ВМБ флота США по всему миру. Этот факт имел важное политическое значение — до операции «Атрина» советские АПЛ сопровождались американскими кораблями-наблюдателями на всём пути и в случае начала войны могли быть немедленно уничтожены.
Также операция вскрыла силы противолодочной обороны США в Атлантике (факт выхода лодок в Атлантику был известен американскому командованию, и на их обнаружение были брошены значительные силы, включая английскую КПУГ во главе с авианосцем «Invincible») и тактику их совместных действий по поиску противника.

## Прочие факты
- Название рода двустворчатых моллюсков «атрина» при подготовке операции было выбрано во избежание демаскировки какие-то параметров учений (во избежание возможных логических связей, например, географических терминов с истинным смыслом операции).
- АПЛ было разрешено использовать системы постановки активных помех (в первую очередь акустических), предназначенные для боевого применения, что значительно осложняло американским силам поиск.